# العلاقات الأوغندية المالديفية
العلاقات الأوغندية المالديفية هي العلاقات الثنائية التي تجمع بين أوغندا والمالديف.

## مقارنة بين البلدين
هذه مقارنة عامة ومرجعية للدولتين:
| وجه المقارنة                                              | أوغندا                        | المالديف       |
| --------------------------------------------------------- | ----------------------------- | -------------- |
| المساحة (كم2)                                             | 241.04 ألف                    | 298            |
| عدد السكان (نسمة)                                         | 42.86 مليون                   | 436.33 ألف     |
| الكثافة السكانية (ن./كم²)                                 | 177.81                        | 146.42 ألف     |
| العاصمة                                                   | كامبالا                       | ماليه          |
| اللغة الرسمية                                             | لغة إنجليزية، اللغة السواحلية | اللغة الديفهي  |
| العملة                                                    | شيلينغ أوغندي                 | روفيه مالديفية |
| الناتج المحلي الإجمالي (بليون دولار)                      | 25.89 مليار                   | 4.60 مليار     |
| الناتج المحلي الإجمالي (تعادل القوة الشرائية) بليون دولار | 72.25 مليار                   | 5.23 مليار     |
| الناتج المحلي الإجمالي الاسمي للفرد دولار أمريكي          | 705                           | 8.39 ألف       |
| الناتج المحلي الإجمالي للفرد دولار أمريكي                 | 1.77 ألف                      | 12.53 ألف      |
| مؤشر التنمية البشرية                                      | 0.483                         | 0.706          |
| رمز المكالمات الدولي                                      | +256                          | +960           |
| رمز الإنترنت                                              | .ug                           | .mv            |
| المنطقة الزمنية                                           | ت ع م+03:00                   | ت ع م+05:00    |

## منظمات دولية مشتركة
يشترك البلدان في عضوية مجموعة من المنظمات الدولية، منها:
| علم المنظمة | اسم المنظمة                        | تاريخ انضمام أوغندا | تاريخ انضمام المالديف |
| ----------- | ---------------------------------- | ------------------- | --------------------- |
|             | مؤسسة التنمية الدولية              | 27 سبتمبر 1963      | 13 يناير 1978         |
|             | يونسكو                             | 9 نوفمبر 1962       | 18 يوليو 1980         |
|             | وكالة ضمان الاستثمار متعدد الأطراف | 10 يونيو 1992       | 19 مايو 2005          |
|             | الأمم المتحدة                      | 25 أكتوبر 1962      | 21 سبتمبر 1965        |
|             | دول الكومنولث                      | ?                   | ?                     |
|             | الاتحاد البريدي العالمي            | ?                   | ?                     |
|             | البنك الدولي للإنشاء والتعمير      | 27 سبتمبر 1963      | 13 يناير 1978         |
|             | منظمة التعاون الإسلامي             | ?                   | ?                     |
|             | منظمة حظر الأسلحة الكيميائية       | ?                   | ?                     |
|             | مؤسسة التمويل الدولية              | 27 سبتمبر 1963      | 2 فبراير 1983         |
|             | الاتحاد الدولي للاتصالات           | 8 مارس 1963         | 28 فبراير 1967        |
|             | منظمة التجارة العالمية             | ?                   | ?                     |
|             | منظمة الشرطة الجنائية الدولية      | ?                   | ?                     |

## وصلات خارجية
- موقع وزارة الخارجية الأوغندية
- موقع وزارة الخارجية المالديفية